# Johnny Madden
John  William „Johnny“ Madden (* 11. Juni 1865 in Dumbarton; † 17. April 1948 in Prag) war ein schottischer Fußballspieler und -trainer. Von 1905 bis 1930 trainierte er Slavia Prag.

## Spielerkarriere
Im schottischen Dumbarton geboren, spielte Madden zunächst für die örtlichen Klubs Albion und Hibernian. Im Jahre 1886 schloss er sich dem FC Dumbarton an. Schon kurz darauf spielte er jedoch für den nordenglischen Klub Gainsborough Trinity.
Celtic Glasgow lud Madden zum ersten Spiel des Vereins am 28. Mai 1888 nach Glasgow ein. Zwar gelang dem Stürmer beim 5:2 gegen die Glasgow Rangers kein Tor, dennoch entschloss sich Celtic 1889, Johnny Madden zu verpflichten. Für die Hoops schoss Madden 38 Tore in 92 Ligaspielen, in 26 Pokalbegegnungen traf der Angreifer 11 Mal. Madden wurde 1893, 1894 und 1896 mit Glasgow Celtic schottischer Meister sowie 1892 und 1895 Vize-Meister.
Für die Schottische Nationalmannschaft lief Madden zwei Mal auf. Sein Debüt gab der Mittelstürmer am 18. März 1893 beim 8:0 der Schotten gegen Wales in Wrexham. Madden erzielte vier Tore. Auf seinen zweiten Einsatz musste er fünf Jahre warten. Am 23. März 1885 trafen Schotten und Waliser erneut in Wrexham aufeinander und trennten sich 2:2 unentschieden. Madden hatte zwischenzeitlich zum 1:1-Ausgleich getroffen.
Madden blieb Celtic trotz eines Angebots von Sheffield Wednesday im Jahre 1892 bis zur Saison 1896/97 treu. Anschließend spielte er kurz für den FC Dundee und schloss sich im Dezember 1897 Tottenham Hotspur an. In London beendete er im Alter von fast 33 Jahren seine Spielerkarriere.

## Trainerkarriere
Als Celtic Glasgow im Frühjahr 1904 durch Mitteleuropa tourte und am 25. Mai in Böhmen auf Slavia Prag traf, war auch Johnny Madden Teil der Reisegruppe. Slavias Funktionäre gewannen Madden ab Februar 1905 als Trainer für die Mannschaft. Er führte in Prag revolutionäre Trainingsmethoden ein, zudem galt er auch als ausgezeichneter medizinischer Fachmann.
Madden gewann mit Slavia etliche Titel, darunter in den Jahren 1908, 1910, 1911 und 1912 den Charity Cup, den damals wichtigsten Pokalwettbewerb in Böhmen. In den Jahren 1913 und 1915 errang Slavia die Meisterschaft des Böhmischen Fußballverbandes ČSF. Vor Beginn einer offiziellen Landesmeisterschaft siegte Slavia 1918 und 1924 in der Středočeská župa, dem stärksten Wettbewerb der Tschechoslowakei. In den Spielzeiten 1925 und 1928/29 gewannen die Rot-Weißen unter Madden die tschechoslowakische Meisterschaft. Insgesamt vier Mal siegte das Team auch im damals wichtigsten Pokalwettbewerb Středočeský pohár: 1922, 1926, 1927, 1928.
Auch nach seinem Rücktritt 1930 blieb Madden Slavia treu und wirkte im Hintergrund mit. Bis ins hohe Alter wohnte er den Trainings von Slavia bei und war dabei zu beobachten, wie er – mittlerweile alt und gebrechlich – im Rollstuhl sitzend den Spielern Kommandos zurief. 1938 freute sich der Schotte über den Gewinn des Mitropacups.

## Privatleben
Johnny Madden war eines von neun Kindern der irischen Einwanderer Edward Madden und Agnes McIlvain, die in der High Street 71 in Dumbarton wohnten. Er wurde in der Kirche des Heiligen Patrick getauft und besuchte die gleichnamige anliegende Schule. Nach seiner Schulbildung arbeitete er als Nieter in einer Werft am Fluss Clyde.
Bei seinem Besuch in Prag im Frühjahr 1904 lernte er seine spätere Frau Františka Čechová († 1963) kennen. Die beiden hatten zusammen einen Sohn namens Harry (Jindřich; 1906–1934). Johnny Madden ist auf dem Wolschaner Friedhof in einem Grab mit seinem Sohn begraben.